# Passer
El género Passer es uno de los más extendidos y conocidos entre las aves del orden Passeriformes, a quienes dan nombre. La palabra latina Passer es también la precursora del término castellano "pájaro" con el que se conoce a todas las aves de pequeño tamaño en general. El nombre común para los miembros del género Passer es el de gorrión.
Aunque originarias de las áreas despejadas de las zonas templado-cálidas de África, el Mediterráneo y sur de Asia, muchas de sus especies se han convertido en animales típicamente urbanos, colonizando gran parte de las zonas habitadas del mundo. La especie más común, Passer domesticus, es prácticamente cosmopolita; se cree que este gorrión fue la primera ave en colonizar el medio urbano en Mesopotamia, desde donde se expandió a la misma velocidad que el establecimiento de ciudades. Este proceso se hizo en la mayoría de los casos de forma ajena a la voluntad humana, aunque en tiempos recientes se han introducido ejemplares de forma deliberada en algunas zonas del África subsahariana, América y Australia.
Se trata de aves de pequeño tamaño, de entre 10 y 20 centímetros de envergadura, muy generalistas, gregarios, de tonos apagados (generalmente pardos o grises), que pueden estar surcados por manchas de color negro, blanco o amarillo; y muy afectos a vivir a expensas del ser humano y prácticamente es posible encontrarlos en cualquier parte de este mundo siempre cercanos al hombre. Su alimentación es fundamentalmente granívora, aunque también consumen insectos y otros pequeños invertebrados, especialmente durante la época de cría en primavera. En las áreas urbanas devoran las migajas y otros pequeños restos de comida abandonados por los viandantes. Debido a su cercanía con el hombre, esta pequeña ave se encuentra protegida de depredadores con excepción de los gatos domésticos y algunas aves de presa de poca talla.
Los machos son más grandes y robustos que las hembras y están dotados de un plumaje de moteado más elaborado, por ejemplo estos se caracterizan por tener la barbilla y el pico oscuro mientras que la hembra carece del tufo negro y es más grisácea. Durante la época de cría forman parejas que incuban de forma conjunta una puesta de hasta 8 huevos durante unas dos semanas. También se ocupan ambos de criar a los polluelos durante un periodo de 14 a 24 días, normalmente hasta que las crías aprenden a volar.

## Taxonomía

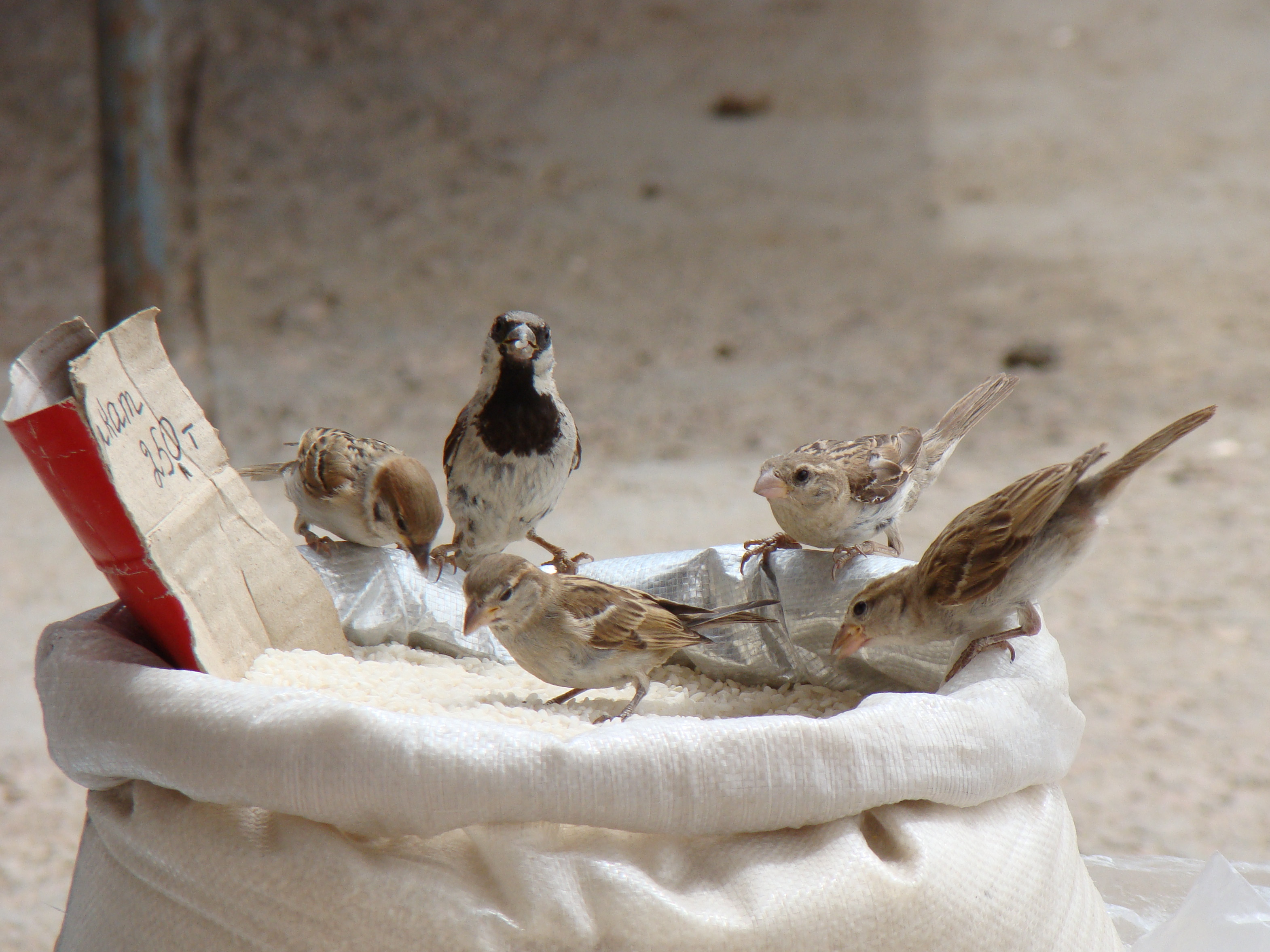
Un grupo mezclado de gorriones, Passer, incluyendo al gorrión molinero, un gorrión común macho, y un gorrión moruno hembra, alimentándose en Baikonur, Kazajistán

Estudios realizados por Arnaiz Villena et al. han examinado la relación evolutiva del género Passer con otros miembros de la familia Passeridae, y de los componentes del género entre sí. Según este estudio publicado en 2001, el género se originó en África y el gorrión de El Cabo sería la especie más antigua y basal. Las demás especies del género, tales como el gorrión común y otros gorriones de pico negro del Paleártico, probablemente se originaron de una radiación desde el sur y el oeste de África.

## Especies

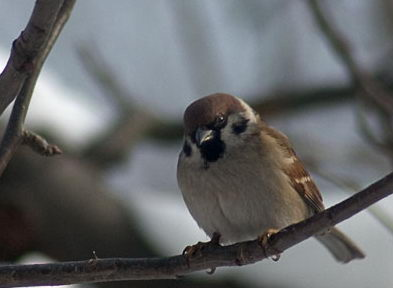
Passer montanus.

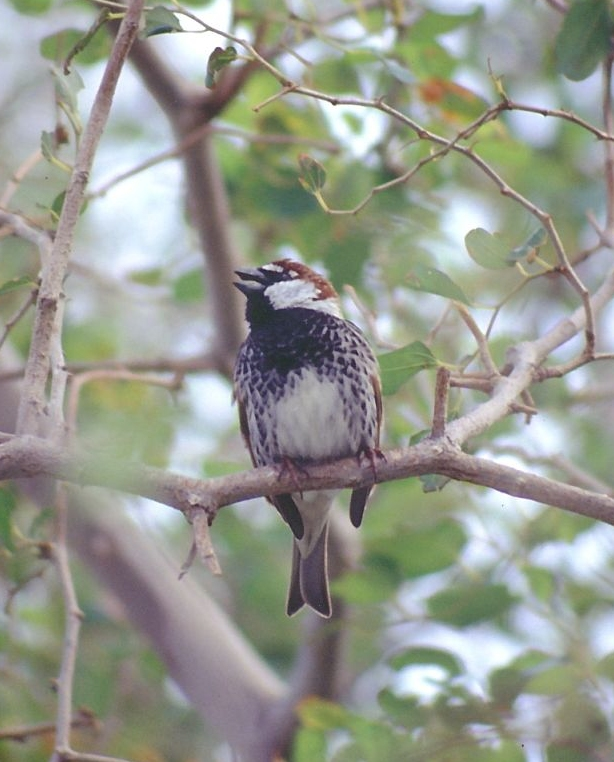
Passer hispaniolensis.

- Gorrión del saxaul, Passer ammodendri
- Gorrión común o doméstico, Passer domesticus
- Gorrión moruno, Passer hispaniolensis
- Gorrión del Sind, Passer pyrrhonotus
- Gorrión somalí, Passer castanopterus
- Gorrión rutilante, Passer rutilans
- Gorrión liso, Passer flaveolus
- Gorrión del mar Muerto, Passer moabiticus
- Gorrión grande, Passer motitensis
- Gorrión de Cabo Verde, Passer iagoensis
- Gorrión de Socotora, Passer insularis
- Gorrión de El Cabo, Passer melanurus
- Gorrión gris, Passer griseus
- Gorrión de Swainson, Passer swainsonii
- Gorrión picogordo, Passer gongonensis
- Gorrión suajili, Passer suahelicus
- Gorrión sudafricano, Passer diffusus
- Gorrión sahariano, Passer simplex
- Gorrión de Abd al-Kuri, Passer hemileucus
- Gorrión molinero, Passer montanus
- Gorrión dorado, Passer luteus
- Gorrión árabe, Passer euchlorus
- Gorrión castaño, Passer eminibey
- Gorrión italiano o alpino, Passer italiae
- Gorrión keniata,[3] Passer rufocinctus
- Gorrión del Kordofán, Passer cordofanicus
- Gorrión de Shelley, Passer shelleyi

Además, existe una especie extinta de Passer:
- Passer predomesticus †